# HX DOS Extender
HX DOS Extender — бесплатный расширитель DOS со встроенной поддержкой Win32 файлов формата PE. Обычно DOS-расширители предназначены для обеспечения функциональности защищённого режима, в особенности больших объёмов памяти и 32-битной адресации, для DOS-приложений. HX имеет полную поддержку данной функциональности и превосходит его. Слой Win32 API эмуляции — часть HX, которая позволяет запускать многие консольные приложения Win32 в DOS. По словам разработчиков, эта эмуляция превышает подобные реализации других расширителей (таких как Borland PowerPack, WDOSX и Phar Lap TNT).
Слой Win32 частично реализует основные системные библиотеки Windows (такие как kernel32, user32), графику DirectDraw, GDI, также поддерживает OpenGL с помощью DLL от Windows 9x. Это позволяет запускать в DOS некоторые Windows GUI приложения, включая Bochs, QEMU, MPlayer, DOSBox и некоторые (в основном более старые) игры.
HX DOS Extender состоит из следующих элементов:
- HXRT: среда времени выполнения расширителя
  - HDPMI: DPMI-сервер, используемый DOS
  - DPMILD32: загрузчик Win32 PE файлов
  - Библиотека эмуляции Win32 API
  - HXLdr32: загрузчик TSR Win32 PE
  - PEStub: Утилита заглушки Win32 PE заголовка, добавляющая загрузчик Win32 PE к точке входа DOS
- HXGUI: расширение GUI
- HXDEV: поддержка разработчиков
- HXSRC: исходный код